# Llorenç Pérez i Martínez
Llorenç Pérez i Martínez (Muro, Mallorca, 1928 - Barcelona, 30 de novembre de 1992) fou un historiador, arxiver, bibliotecari, editor, professor i lul·lista balear.
Es formà a l'escola de paleografia i diplomàtica de l'Arxiu Vaticà, on el 1953 es diplomà en arxivística, i el 1954 es llicencià en història eclesiàstica a la Pontifícia Universitat Gregoriana. El 1962 es doctorà a la mateixa universitat. En la seva tesi doctoral s'ocupà de temes relacionats amb els manuscrits lulians. Un tema que tractarà en alguna altra obra seva, on intentarà diferenciar el que anomena la 'Causa lul·liana' de la 'Causa pia lul·liana'. Més endavant, el 1965, també es llicencià en filosofia i lletres a la Universitat de Madrid. Entre els anys 1957 i 1965 exercí com a professor al Seminari Conciliar de Sant Pere i a la Facultat de Filosofia i Lletres de Palma. Des de l'any 1969 fou director de la Biblioteca Bartomeu March, de Palma. Durant els cursos 1974-1977 estigué vinculat a la Societat d'Història de la Facultat de Filosofia i Lletres, a Palma encarregant-se de l'assignatura de Paleografia i Diplomàtica. Posteriorment continuà vinculat a la Universitat de les Illes Balears com a professor col·laborador. També fou membre de la 'Maioricensis Schola Lullistica' i de la Comissió Diocesana d'Art i Patrimoni, i president del Centre d'Estudis Judaics i Inquisitorials de les Illes Balears (CEJIB).
Les seves inquietuds el dugueren a involucrar-se en activitats editorials. Així, com a editor, participà en 'Subsídia' i 'El Drac Editorial' (1989). I s'ocupà de la direcció de la revista Fontes Rerum Balearium (1977-80 i 1990). També col·laborà en publicacions com Estudios Lulianos, Analecta Sacra Tarraconensia i el Bolletí de la Societat Arqueològica Lul·liana, així com també en la Gran Enciclopèdia de Mallorca i en la Gran Enciclopèdia Catalana. Com a investigador, centrà els seus estudis en la història eclesiàstica, la Inquisició i el judaisme a Mallorca. I també realitzà diversos estudis biogràfics, així com importants reculls documentals per a l'estudi de la història medieval de Mallorca.

## Publicacions[1][3]
- El Museo Diocesano de Mallorca: breve guía ilustrada (1953)
- Resumen histórico de la Diócesis de Mallorca (1959)
- Los fondos lulianos de las bibliotecas de Roma (1961)
- Ensayo de una bibliografía del Dr. D. José Miralles Sbert (1961)
- Manuscritos lulianos de la Biblioteca Pública de Palma (1965)
- Las visitas pastorales de don Diego de Arnedo a la Diócesis de Mallorca, 1562-1572 (1962-69, 3 vol.)
- Relaciones góticas de la venida de Carlos V a Mallorca (1972)
- Anales Judaicos de Mallorca (1974)
- Situación social y religiosa de Felanitx a mediados del siglo XVI (1975)
- “Corpus Documental Balear I. Reinado de Jaime I”, Fontes Rerum Balearium I (1977)
- Quadrado defensor de los monumentos nacionales de Mallorca [s.d.]
- “Mallorca cristiana”, Historia de Mallorca I (1970)
- Exposició documental sobre la història del Gran i General Consell (1981)
- “Reivindicación de los judíos mallorquines”, Fontes Rerum Balearium V (1983)
- La fe triunfante (1984)
- El Tribunal de la Inquisición de Mallorca. Relación de causas de fe, 1578-1806 (1986)
- Història de l'Església a Mallorca (1986)